# Ruse de guerre
 (juin 2023).
Si vous disposez d'ouvrages ou d'articles de référence ou si vous connaissez des sites web de qualité traitant du thème abordé ici, merci de compléter l'article en donnant les références utiles à sa vérifiabilité et en les liant à la section « Notes et références ».

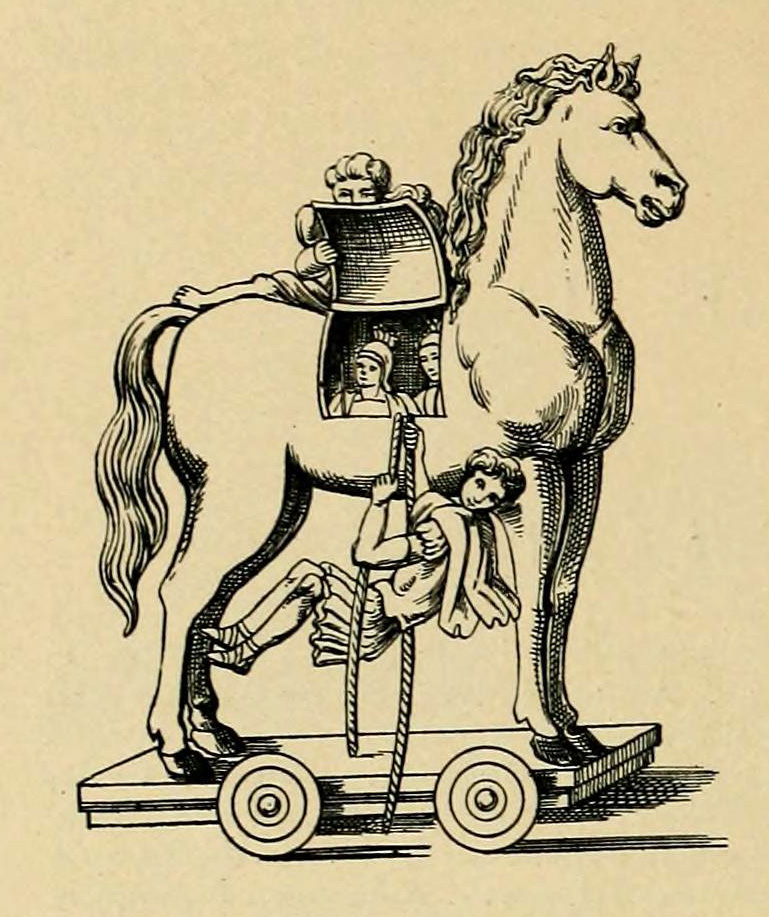
Le cheval de Troie, une ruse de guerre célèbre.

Le terme ruse de guerre ou de stratagème désigne le fait :
- soit d'induire l'adversaire en erreur en le trompant délibérément ;
- soit de l'entraîner à commettre une imprudence, sans qu'il y ait nécessairement tromperie.

La pratique de la ruse de guerre est jugée comme parfaitement licite par la convention de Genève de 1949 à condition :
- qu'elle n'enfreigne aucune règle du protocole ;
- qu'elle ne comporte pas de perfidie ;
- qu'elle ne soit pas mentionnée parmi les « ruses interdites ».

## Historique
La ruse se distingue de la triche mais aussi du délit (ou du crime) en cela que la ruse est autorisée par la loi ou les règles de l'usage, du jeu, de l'art, de la société, ou des accords internationaux.
L'histoire de la ruse de guerre nous est parvenue au travers de différents traités et écrits mais aussi approches.

### Époque antique

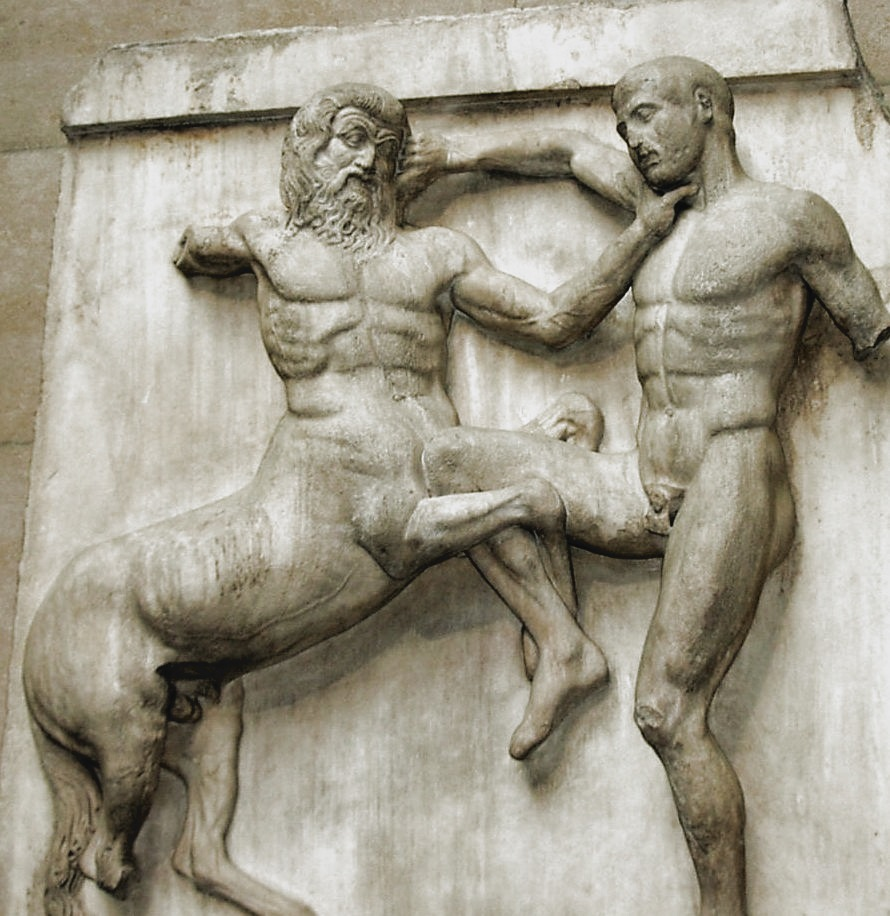
Lapithe combattant un centaure.
Parthénon, vers 447-433 av. J.-C.

Ce sont les Grecs qui mirent au jour le concept de la métis. Ce que l'on nomme la mètis des Grecs (en grec ancien Μῆτις / Mễtis, littéralement « le conseil, la ruse ») est au sens strict une stratégie de rapport aux autres et à la nature. Ce concept s'applique évidemment à la guerre.
Ainsi, on peut trouver dans les écrits d'Homère des propos sur Ulysse. Personnage devenu célèbre pour sa mètis (« intelligence rusée »), qui rend son conseil très apprécié dans la guerre de Troie à laquelle il participe (cf. le cheval de Troie). C'est encore par la mètis qu'il se distingue dans le long périple qu'il connaît au retour de Troie, chanté par Homère dans son Odyssée.
Ainsi, la ruse ne transgressant par les lois des dieux, il s'agit de composer avec elle pour en tirer un profit. Les dieux n'y peuvent rien, la loi étant la loi même pour les dieux puisqu'elle est issue d'eux-mêmes. Qu'un homme, intelligent et rusé compose avec les règles n'est pas interdit. Il ne s'agit surtout pas là d'un détournement de la loi des dieux car Ulysse réalise son destin d'homme. Ulysse ne triche pas, ne détourne pas la loi, reste un homme et ne se prend pas pour un dieu. C'est d'ailleurs ainsi qu'il est homme, hauteur de toute chose comme le disent les Grecs, par son esprit de ruse.

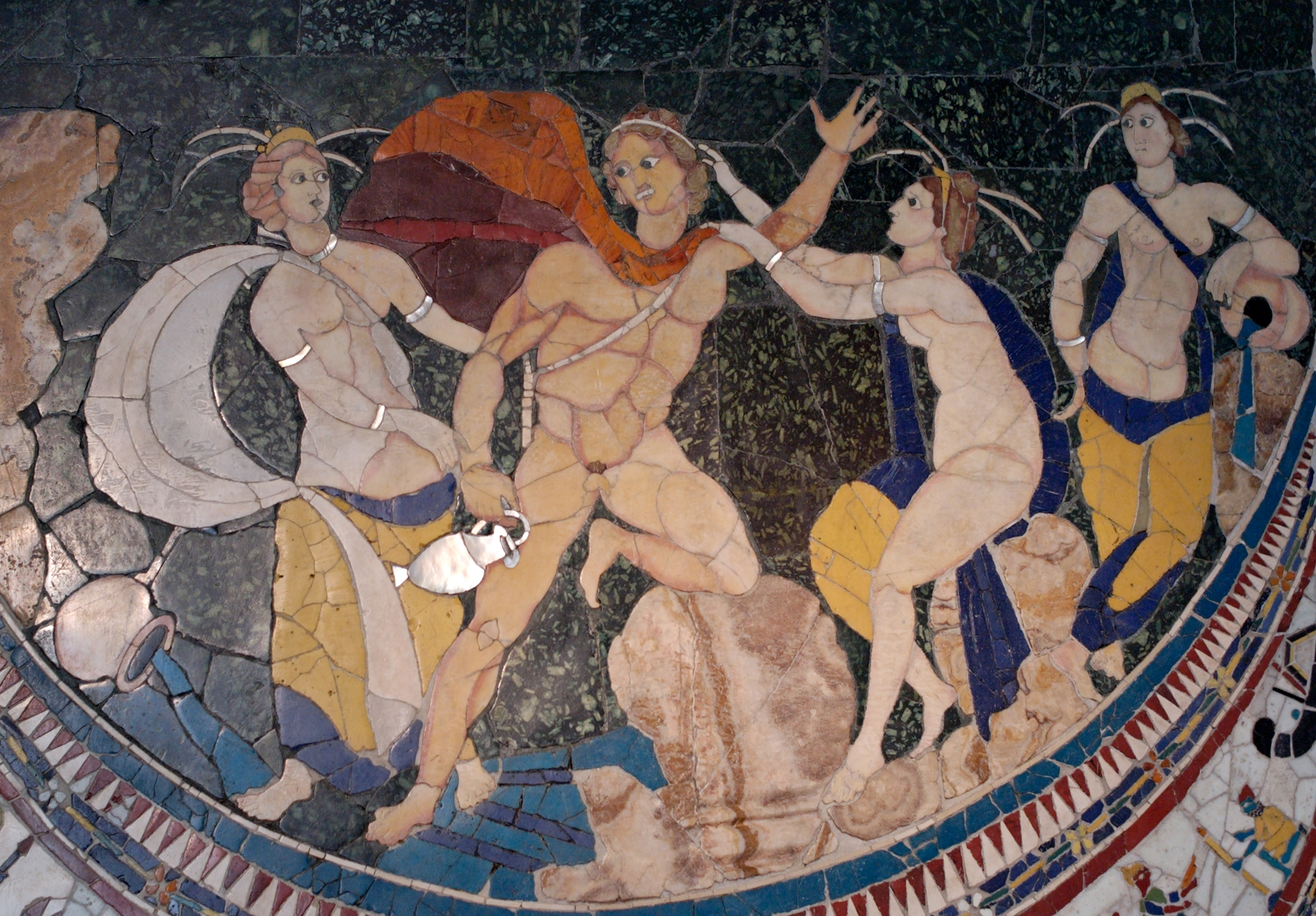
Le rapt d'Hylas par les nymphes.
Panneau en opus sectile du IVe siècle provenant de la basilique de Junius Bassus sur l'Esquilin, palais Massimo alle Terme.

Chez les Romains, il y eut aussi une fameuse ruse de guerre pour l'enlèvement des Sabines, épisode mythique de l’histoire de la Rome primitive.
D'après Tite-Live (Histoire romaine, livre I, ch. 9-13) et Plutarque (Vie parallèles, Vie de Romulus, IX ss.), Romulus désirant assurer la force de la Rome primitive pour les générations futures envoya des émissaires dans les villes voisines pour proposer des traités d'alliance reconnaissant le droit de mariage. Ces propositions furent rejetées ce qui blessa l'amour-propre des Romains. Feignant l'indifférence mais désirant laver l'affront, Romulus fit organiser des jeux en l'honneur de Neptune auxquels furent conviées les tribus voisines de Rome, dont les Sabins qui arrivèrent en grande foule. Profitant du fait que l'attention des hommes était accaparée par les jeux, les Romains enlevèrent leurs femmes et filles. Les Sabins retournèrent dans leur pays en dénonçant la violation des lois de l'hospitalité par les Romains. Les Sabines, protestant tout d'abord contre leur enlèvement, finirent par être séduites par les paroles des Romains et par accepter leur nouvelle situation d'épouses.
Mais l'enlèvement et la séduction, par ruse, n'est pas l'apanage des hommes. Ainsi, Hylas, qui participe à l'expédition des Argonautes et fait une halte en Bithynie sur les côtes de Mysie avec ses compagnons, en fera les frais. Étant allé puiser de l'eau à la source d'une fontaine ou d'un puits, il est enlevé par les nymphes du lieu, qui s'étaient éprises de sa beauté, et il disparaît à jamais.
Plusieurs auteurs romains ont écrit des traités sur les ruses de guerre (strategemata), ainsi Frontin en latin et Polyen en grec.

### Époque des Vikings
Le Jarl (chef) Hasting, en raid de pillage de la Méditerranée, assiégea la ville étrusque de Luna mais ne put franchir ses hautes murailles fort bien gardées. Il fit croire à sa mort parmi une partie de ses troupes ainsi qu'aux assiégés. Sous prétexte de recevoir les derniers sacrements catholiques et que ses biens reviendraient à l’Église, son cercueil fut acheminé dans le lieu de culte de la ville, emmené par plusieurs membres de son clan ostensiblement non armés. Ayant dissimulé les armes avec lui, dans le cercueil, il put les distribuer ensuite à ses guerriers lors de la cérémonie. La ville fut ravagée, ses murs rasés, beaucoup de personnes furent réduites en esclavage.

### Époque médiévale

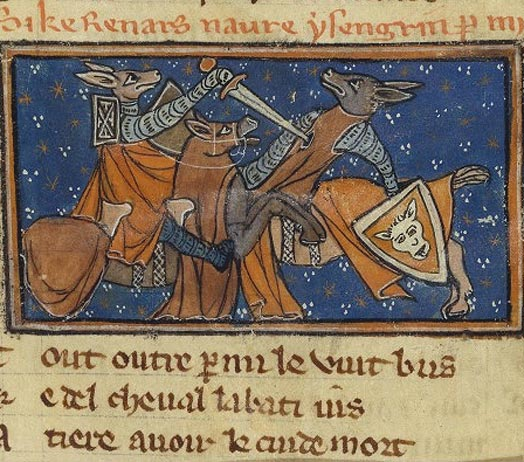
Illustration du Roman de renart - Daté autour de 1290-1300.

Bon nombre d'ouvrages font référence à l'utilisation de la mètis ou de la ruse de guerre. Même si la mètis trouve une application dans l'art de la guerre, elle connaît un succès dans d'autres activités.
La littérature médiévale occidentale nous révèle aussi de nombreux exemples guerriers (comme Les Ruses de Bertrand de Du Guesclin), mais aussi au travers de personnages, parfois de manière imagée, nous enseigne cet art de la guerre qu'est la ruse de guerre :
- dans Till l'espiègle ou dans Le Roman de Renart, il y a des exemples de lutte et des réussites du héros. Dans Till l'espiègle, personnage de saltimbanque malicieux et farceur de la littérature populaire du nord de l'Allemagne, l'auteur montre que la ruse de guerre peut être utilisée en temps de paix à son propre profit ;
- Le Livre des ruses est un classique (anonyme) de la littérature arabe du XVe siècle. On y voit entre autres un général promettre qu'il ne tuera pas un seul homme si une ville assiégée se rend. Il obtient ainsi la reddition de la ville dont il fait passer aussitôt tous les habitants au fil de l'épée... sauf un seul homme.

### Époque contemporaine
La ruse et la ruse de guerre ont donné lieu à des applications et à des réflexions devenues célèbres :
- l'histoire militaire apporte un exemple éloquent pendant la Seconde Guerre mondiale, l'opération Fortitude (Courage). Cette opération fut le nom de code collectif donné à des opérations de diversion organisées par les Alliés pour cacher à l'armée allemande le lieu réel du débarquement de Normandie ;
- des auteurs comme Paul Radin l'anthropologue, s'intéressèrent à ce qu'il nommait le Trickster, présent dans toutes les cultures. En fait, le Trickster est celui qui ose utiliser la ruse. Il n'est pas nécessaire d'être en situation guerrière pour être un Trickster. Il suffit juste d'avoir un intérêt à défendre pour que cette disposition se mette à l'œuvre.

Car, en fait, la ruse de guerre est avant tout une disposition de l'esprit, fut-elle celle d'un combattant, ou de quelqu'un qui veut s'en sortir.

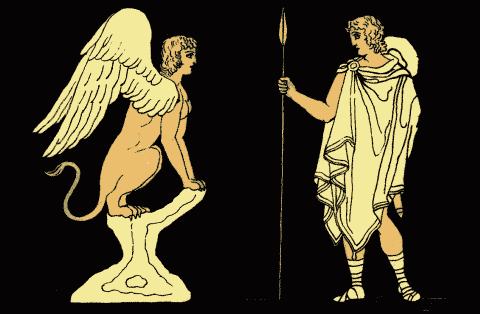
Œdipe en armes face au Sphinx.

### Conclusion
Si la somme des guerres individuelles mobilisant la psyché et la ruse finit par produire ou viser un intérêt supérieur, on parle alors de guerre psychologique. Ce domaine de l'art de la guerre a sa littérature propre, ses techniques, et ses penseurs.
Pour ainsi dire, la « ruse de guerre » est un trait universel, et connaît donc une grande étendue :
- depuis des comportements individuels d'un destin solitaire à celui de grand destin collectif ;
- des cours de récréation aux grands jeux sociétaux de l'économie et de la finance de la guerre économique ;
- des prémices de l'Histoire jusqu'à nos jours.

## Ruses de guerre interdites et perfidies
Toute ruse fondée sur l'usage indu de signes de nationalité, comme la fausse bannière, tels que définis par l'article 39 (Signes de nationalité) de la convention de Genève, est une « ruse interdite » et non une « perfidie » au sens du Protocole (50). Mais si cette tromperie fait appel à la bonne foi de l'adversaire, par exemple en utilisant des uniformes de pays neutres, on la nomme « perfidie ». En cas de jugement international à l'issue du conflit, la perfidie sera jugée beaucoup plus sévèrement et peut être punie de mort.[réf. nécessaire]
L'usage de faux uniformes dans un contexte autre que le combat, par exemple en 1945 pour aiguiller un convoi militaire allié sur une fausse piste afin de le retarder, a été jugé simple « ruse de guerre » et non « perfidie », et les intéressés acquittés.[réf. nécessaire]
Lorsque des mines antipersonnel ne sont pas signalées ou lorsqu'elles sont camouflées, elles prennent un caractère perfide au sens juridique (51). Un protocole sur « l'interdiction ou la limitation de l'emploi des mines, pièges et autres dispositifs » a été annexé à la convention de Genève sur certaines armes classiques du 10 octobre 1980 :
- pièges ayant l'apparence d'objets portatifs inoffensifs qui sont expressément conçus ou construits pour contenir une charge explosive et qui produisent une détonation quand on les déplace ou qu'on s'en approche ;
- pièges qui sont attachés ou associés d'une façon quelconque à :
  - des emblèmes, signes ou signaux protecteurs internationalement reconnus ;
  - des malades, des blessés ou des morts ;
  - des lieux d'inhumation ou d'incinération ou à des tombes ;
  - des installations, du matériel, des fournitures ou des transports sanitaires ;
  - des jouets d'enfants ou à d'autres objets portatifs ou à des produits spécialement destinés à l'alimentation, à la santé, à l'hygiène, à l'habillement ou à l'éducation des enfants ;
  - des aliments ou à des boissons ;
  - des ustensiles de cuisine ou à des appareils ménagers, sauf dans des établissements militaires, des sites militaires et des dépôts d'approvisionnement militaires ;
  - des objets de caractère indiscutablement religieux ;
  - des monuments historiques, des œuvres d'art ou des lieux de culte qui constituent le patrimoine culturel ou spirituel des peuples ;
  - à des animaux ou à des carcasses d'animaux.

Il est par ailleurs « interdit en toutes circonstances d'employer des pièges qui sont conçus pour causer des blessures inutiles ou des souffrances superflues ». Cela inclut les mines invalidantes puisqu'elles sont justement conçues dans le but de démoraliser l'arrière (le retour d'un cercueil marque les esprits ennemis plusieurs semaines ; celui d'un infirme plusieurs années). Certains pays arguent que, pour cette raison, ces blessures ne seraient pas inutiles ni ces souffrances superflues, mais les moralistes[Qui ?] ne les suivent pas sur ce point[réf. souhaitée].

## Ruses de guerre autorisées
- feindre le repos ou l'inactivité,
- feindre la retraite
- attaques par surprise, lors d'embuscades, en profitant de la nuit ou de conditions de mauvaise visibilité,
- opérations terrestres, aériennes ou navales simulées :
  - cacher à l'ennemi le lieu d'un débarquement en faisant croire qu'il sera effectué autre part ; une fois celui-ci lancé, faire croire que ce n'est qu'un débarquement de diversion, afin de retarder l'arrivée des renforts ennemis (opération Fortitude) ; prétendre être en communication avec des troupes de renfort qui n'existent pas,
  - créer de fausses unités militaires, des régiments, voire des corps d'armée entiers pour intoxiquer l'adversaire (opération Quicksilver) ou donner aux membres d'une même unité militaire des signes d'unités différentes, pour faire croire à l'ennemi qu'il se trouve en face d'une force plus importante,
  - procéder à des parachutages factices ou à des opérations de ravitaillement simulées,
- camoufler des troupes, des armes, des dépôts, des positions de tir dans l'environnement naturel ou artificiel,
- construire des installations qui ne seront pas utilisées et installer des leurres :
  - faux aérodromes,
  - faux canons (quaker gun),
  - faux blindés,
  - champs de mines factices,
  - employer des moyens faisant passer une grande unité d'attaque pour petite, ou au contraire une petite pour grande (manœuvre de diversion, en particulier avions isolés dispersant des dizaines de milliers de feuilles métalliques pour faire croire à une immense attaque et détourner les moyens de l'ennemi),
- intoxiquer l'adversaire (guerre psychologique) :
  - utilisation d'espions ou d'agents secrets,
  - transmettre par tout moyen (radio, presse...) des informations inexactes,
  - permettre sciemment à l'adversaire d'intercepter de prétendus documents, plans d'opérations, dépêches, nouvelles, qui sont en fait sans rapport avec la réalité (voir le roman Fortitude ou le récit L'Homme qui n'existait pas),
  - employer les longueurs d'onde de l'ennemi, ses mots de passe, ses codes télégraphiques pour transmettre de fausses instructions,
  - jalonner des itinéraires en sens inverse, déplacer des bornes ou falsifier les indications routières ; employer des signaux à seule fin de tromper l'adversaire.
- faire des actions de propagande :
  - inciter par tous moyens (tracts, diffusion sonore, radio…) les soldats ennemis à se rebeller, à se mutiner ou à déserter, y compris en emportant des armes et des moyens de transport,
  - inciter la population ennemie à se révolter contre son gouvernement.

#### Époque antique
- Bailly, A., Dictionnaire grec-français, Paris, Hachette, 1950.
- Marcel Detienne, Jean-Pierre Vernant, Les Ruses de l'intelligence. La mètis des Grecs, Paris, Flammarion, 1974. R
- Fontaine (de la) J., Le Lièvre et la tortue, livre VI, Fables 10, 1668.
- Gaffiot F., Dictionnaire illustré latin-français, Paris, Hachette, 1934.
- Renard J., Journal 1887-1910, Paris, Gallimard - Bibliothèque de la Pléiade, 1960.
- Le cheval de Troie

#### Époque médiévale
- L'immense bibliographie de Till l'espiègle
- L'immense bibliographie du Roman de Renart
- Ruses de Du Guesclin

#### Époque contemporaine
- Les Conventions de Genève
- L'opération Fortitude
- (en) Karl Kerényi, Carl Gustav Jung, Stanley Diamond et Paul l Radin, The Trickster: A Study in Native American Mythology, New York, Schocken Books, 1972, 211 p. (ISBN 978-0-805-20351-6 et 978-0-805-20351-6, OCLC 489823025)
- Sigmund Freud :
  - Un type particulier de choix d'objet chez l'homme, 1910, in La vie sexuelle, PUF 1969
  - Totem et tabou, 1913, Gallimard 1993
- Melanie Klein, Les stades précoces du conflit œdipien, 1928, in Essais de psychanalyse, Payot 1968
- Melanie Klein : Le Complexe d'Œdipe, éd.: Payot-Poche, 2006,  (ISBN 2228900680)
- Ernest Jones, Hamlet et Œdipe avec la préface de Jean Starobinski "Hamlet et Freud", 1948, Gallimard 1967